# 小松未歩
小松 未歩（こまつ みほ、3月30日 - ）は、ビーインググループの関西を拠点としたレーベルGIZA studioに所属していた日本のシンガーソングライター、作詞家、作曲家。血液型A型。兵庫県神戸市出身。所属事務所はAding。

## 概要

### 人物
1997年のデビューから2009年に至るまで活動を続けた。1995年には阪神・淡路大震災を経験。
趣味はカラオケ・ドライブ・写真撮影など。小松自身による撮り下ろし写真は、公式サイトやエッセイ集、CDのフライヤーなどで公開されている。
音楽活動をメインとしているが、それ以外にも、月刊音楽雑誌『J-groove magazine』（ジェイロックマガジン社、現在休刊）の2001年7月号から最終号の2006年5月号まで、エッセイ『小松未歩のヘンな物さし。』を連載し、書籍としても刊行するなど、エッセイストとしての活動も行っていた。
2009年以降、新たな情報は無くなり、活動停止状態である。

### 音楽活動
デビューに先立ち、1997年4月より小松の楽曲「謎」が読売テレビ制作・日本テレビ系列のテレビアニメ『名探偵コナン』のオープニングテーマとしてオンエア開始。同月、FIELD OF VIEWへ楽曲提供し作家デビュー。翌5月にZAIN RECORDSのSpoonfulレーベルからメジャーデビュー。
ほとんどの楽曲を自ら作詞作曲しているほか（提供曲に数曲の例外あり）、同じビーインググループ所属のFIELD OF VIEWやDEEN、WANDS（第3期）、愛内里菜、三枝夕夏 IN db、北原愛子、岩田さゆりへの楽曲提供も行う。
アルバムタイトルには自分の名前を冠するセルフタイトルが恒例となっている（ただし、1stアルバム『謎』とバラードセレクションアルバム『lyrics』は例外）。
かつてビーインググループでは、女性アーティストのメディア露出を極力抑えるメディア・コントロール戦略がよく取られていたが、その中でも特に小松は、デビュー以降、テレビ、ラジオの番組出演は全く行わず、GIZA studio本社ビル「hillsパン工場・ライブハウス」を含め、ライブ等も一切行っていない。

## 来歴
両親が音楽好きで、兄の影響もあり、3歳の頃よりエレクトーンを始める。また、兄と2人で合唱団にも入っていた。中学時代から、邦楽洋楽問わずに興味を持つ。この頃、初めて組んだバンドにキーボードで参加する。高校時代より、バンドのボーカルとして京阪神のライブハウスに出演するようになり、楽曲制作と並行してライブを続けていくようになる。
大手航空会社に勤務していたが、ビーインググループのビーグラム大阪で行われた中途採用の面接にて、長戸大幸に作曲を勧められる。
1996年
- 8月26日、初めての作曲デモ（デモ番号「O-K-1」、仮タイトル「レイン」）を作成（その後、手直しを経たのが、1stアルバム『謎』収録の「おとぎ話」）[15]。
- 12月16日、30曲目の作曲デモ（デモ番号「O-K-30」、仮タイトル「夕映え」）を作成（その後、読売テレビ制作・日本テレビ系列のテレビアニメ『名探偵コナン』のオープニングテーマとして、手直しを経たのが、1stシングル「謎」）[16]。

1997年
- 4月7日、読売テレビ制作・日本テレビ系列のテレビアニメ『名探偵コナン』のオープニングテーマとして「謎」がオンエアされる。テレビアニメ『名探偵コナン』の主題歌史上最長となる計44話、1998年3月23日まで使われ続けた。
- 4月23日、小松が初めて楽曲提供をしたFIELD OF VIEWの7thシングル「この街で君と暮らしたい」がリリース。
- 5月28日、ZAIN RECORDSのSpoonfulレーベルより1stシングル「謎」をリリース。オリコン最高位9位、また、100位以内に32週ランクインするロングヒットを記録する。
- 6月18日、小松が楽曲提供をした辻尾有紗の1stシングル「青い空に出逢えた」がリリース。
- 7月1日、Spoonfulレーベルがレコード会社Amemura O-town RecordとしてZAIN RECORDSより独立したことに伴い、移籍。
- 7月5日、テレビ朝日系列のテレビアニメ『忍ペンまん丸』のエンディングテーマとして「輝ける星」がオンエアされる。1998年3月28日の最終回までの間、全30回で使われ続けた。
- 8月27日、小松が楽曲提供をしたDEENの12thシングル「君がいない夏」がリリース。
- 9月3日、小松が楽曲提供をしたWANDS（第3期）の12thシングル「錆びついたマシンガンで今を撃ち抜こう」がリリース[注釈 6]。
- 9月25日、移籍後初となる2ndシングル「輝ける星」をリリース。
- 10月8日、小松が楽曲提供した「大空へ」が収録されたFIELD OF VIEWのベスト・アルバム『SINGLES COLLECTION+4』がリリース。
- 12月3日、1stアルバム『謎』をリリース。新人では異例のオリコン初登場5位。60万枚の大ヒットを記録。
- 12月8日、読売テレビ制作・日本テレビ系列のテレビアニメ『名探偵コナン』のエンディングテーマとして「願い事ひとつだけ」がオンエアされる。1998年7月6日までの間、計25話で使われ続けた。

1998年
- 1月14日、3rdシングル「願い事ひとつだけ」をリリース。オリコン最高位8位、また、100位以内に17週ランクイン、累計50万枚のセールスを記録する。以降、同年に発売した作品全てがオリコンチャートトップ10以内にランクインした。
- 2月18日、小松が楽曲提供をしたDEENの14thシングル「遠い空で」がリリース。
- 3月4日、前年に発売した1stシングル「謎」および1stアルバム『謎』で、第12回日本ゴールドディスク大賞「ベスト・ニュー・アーティスト・オブ・ザ・イヤー」を受賞[17]。
- 3月18日、4thシングル「anybody's game」をリリース。
- 3月30日、フジテレビ系列の朝の情報番組『めざましテレビ』テーマソングとして「チャンス」がオンエアされる。1999年3月31日まで使われ続けた。
- 5月20日、小松が楽曲提供をしたFIELD OF VIEWの8thシングル「渇いた叫び」がリリース。
- 5月27日、小松が楽曲提供をしたDEENの15thシングル「君さえいれば」がリリース。
- 7月13日、読売テレビ制作・日本テレビ系列のテレビアニメ『名探偵コナン』のエンディングテーマとして「氷の上に立つように」がオンエアされる。1999年1月18日までの間、計23話で使われ続けた。
- 8月19日、5thシングル「チャンス」をリリース。シングルチャートにおいて初登場3位という自己最高位をマークした。
- 10月14日、6thシングル「氷の上に立つように」をリリース。
- 11月18日、小松が楽曲提供をしたDEENの16thシングル「手ごたえのない愛」がリリース。
- 12月19日、2ndアルバム『小松未歩 2nd〜未来〜』をリリース。オリコン初登場3位、80万枚のセールス。売上、最高位ともに自己最高を記録した。

1999年
- 1月、テレビ朝日系列の情報バラエティ番組『PAKU2グルメんぼ』のエンディングテーマとして「さよならのかけら」がオンエアされる。
- 3月3日、7thシングル「さよならのかけら」をリリース（Amemura O-town Record時代の最後のシングル）。
- 4月、所属レーベルをGIZA studioに移籍（これに伴いAmemura O-town Recordは運営終了）。
- 4月3日、TBS系列の情報バラエティ番組『ランク王国』のオープニングテーマとして「最短距離で」がオンエアされる。また、CBC制作・TBS系列のテレビアニメ『モンスターファーム 〜円盤石の秘密〜』のオープニングテーマとして「風がそよぐ場所」がオンエアされる。1999年10月30日までの間、計28話で使われ続けた他、2000年3月25日放送の最終話（第48話）ではエンディングテーマとして使われた。
- 5月8日、2度目の移籍後初となる8thシングル「最短距離で」をリリース。
- 6月30日、9thシングル「風がそよぐ場所」をリリース。

2000年
- 1月3日、テレビ朝日系列[注釈 7]の朝の情報番組『やじうまワイド』テーマソングとして「BEAUTIFUL LIFE」[注釈 8]がオンエアされる。2000年7月1日まで使われ続けた。
- 2月16日、3rdアルバム『小松未歩 3rd〜everywhere〜』をリリース。オリコン初登場5位。
- 3月22日、週刊少年サンデーの連載漫画『名探偵コナン』（作者・青山剛昌）の登場人物として、小松がカメオ出演。
- 4月22日、劇場版アニメ『名探偵コナン 瞳の中の暗殺者』が公開（主題歌は「あなたがいるから」）。
- 6月21日、10thシングル「あなたがいるから」をリリース。オリコン初登場9位、トップ10入り最後の作品になる。
- 10月18日、11thシングル「君の瞳には映らない」をリリース。

2001年
- 1月24日、小松が楽曲提供した「Her Lament 〜誰にも聞こえない彼女の叫び」が収録された愛内里菜の1stアルバム『Be Happy』がリリース。
- 1月31日、12thシングル「Love gone」をリリース。
- 3月7日、4thアルバム『小松未歩 4〜A thousand feelings〜』をリリース。アルバムの中で最後のトップ10に入る。
- 5月30日、13thシングル「とどまることのない愛」をリリース。初のノンタイアップ作品となる。
- 6月18日、読売テレビ制作・日本テレビ系列のテレビアニメ『名探偵コナン』の登場人物として、小松がカメオ出演（声の出演なし）。
- 8月8日、14thシングル「さいごの砦」をリリース。
- 10月1日、テレビ朝日系列の朝の情報番組『スーパーモーニング』テーマソングとして、小松のインスト曲（曲名なし）がオンエアされる。2002年3月29日まで使われ続けた[要出典]。
- 10月初旬、公式サイトトップにて、小松自身による撮り下ろし写真の掲載開始。2009年2月28日までの間、概ね月2回の頻度で更新[注釈 9]。
- 12月5日、15thシングル「愛してる…」をリリース。この作品からフルサイズのプロモーションビデオが作られる。
- なお、この年から音楽雑誌『J-groove magazine』にてエッセイ『小松未歩のヘンな物さし。』の連載がスタートする。2001年7月号から2006年5月号の休刊まで毎月掲載されていた。

2002年
- 5月28日、デビュー5周年を迎える。
- 5月29日、16thシングル「dance」をリリース。
- 9月25日、5thアルバム『小松未歩 5〜source〜』をリリース。
- 11月27日、リミックスアルバム『WONDERFUL WORLD 〜SINGLE REMIXES & MORE〜』、17thシングル「mysterious love」の2作品を同時リリース。

2003年
- 3月19日、18thシングル「ふたりの願い」をリリース。
- 6月25日、19thシングル「私さがし」をリリース。
- 8月11日、公式サイトにて、Web日記『Miho's Diary』の執筆開始。2009年1月12日までの間、原則月曜日に概ね週1回の頻度で更新[注釈 10]。
- 9月25日、6thアルバム『小松未歩 6th〜花野〜』をリリース。
- 11月26日、バラードセレクションアルバム『lyrics』、20thシングル「翼はなくても」、初のエッセイ集『ヘンな物さし。』の3作品を同時発売。

2004年
- 4月28日、21stシングル「涙キラリ飛ばせ」をリリース。
- 7月28日、22ndシングル「砂のしろ」をリリース。
- 10月20日、23rdシングル「I〜誰か...」をリリース。
- 11月17日、小松が楽曲提供した「私を許さないで」が収録された三枝夕夏 IN dbの2ndアルバム『U-ka saegusa IN db II』がリリース。

2005年
- 1月20日、7thアルバム『小松未歩 7〜prime number〜』をリリース。
- 4月3日、テレビ東京系列のテレビアニメ『メルヘヴン』のエンディングテーマとして「I just wanna hold you tight」がオンエアされる。2005年6月26日までの間、計13話で使われ続けた。
- 5月11日、小松が楽曲提供した「Message」が収録された北原愛子の2ndアルバム『Message』がリリース。
- 5月18日、24thシングル「I just wanna hold you tight」をリリース。
- 7月27日、小松が楽曲提供をした岩田さゆりの3rdシングル「不機嫌になる私」がリリース。
- 8月17日、25thシングル「あなた色」をリリース。
- 12月7日、現在のところ、最後のシングルとなる26thシングル「恋になれ...」がリリース。小松が楽曲提供した「ひとりじゃない」が収録された岩田さゆりの1stアルバム『Thank You For…』がリリース。

2006年
- 3月29日、小松が楽曲提供した「PRECIOUS PLACE」が収録された愛内里菜の26thシングル『GLORIOUS/PRECIOUS PLACE』がリリース。
- 4月26日、8thアルバム『小松未歩 8〜a piece of cake〜』をリリース。
- 11月22日、初のベスト・アルバム『小松未歩ベスト 〜once more〜』、エッセイ集第2弾となる『ヘンな物さし2。』の2作品を同時発売。

2007年
- 5月28日、デビュー10周年を迎える。
- この年以降、楽曲の発表は行わず、公式サイトで公開されているWeb日記『Miho's Diary』の執筆と、小松自身による撮り下ろし写真の掲載だけに活動をとどめるようになる。

2009年
- 1月12日、この日を最後に、2003年8月11日から原則月曜日に概ね週1回の頻度で更新されていた、公式サイトのWeb日記『Miho's Diary』への投稿が止まる[注釈 10]。
- 2月28日、この日を最後に、2001年10月初旬から概ね月2回の頻度で更新されていた、公式サイトトップの小松自身による撮り下ろし写真の掲載が止まる[注釈 9]。これ以降、活動は確認されていない。

2011年
- 4月7日、GIZA studio本社ビル「hillsパン工場・ライブハウス」支配人の斉田才がTwitter上で「小松さんは実質、限りなく引退に近い状態です」とツイート[18]。
- 6月、Being official websiteにおいてother artistカテゴリー[注釈 11]に入った。
- 8月、GIZA制作チーフディレクターの寺尾広が、音楽雑誌『music freak Es』のコラムにて、小松のデビューの経緯が公式プロフィールとは異なることなどを明らかにした[14][注釈 5]。

2021年
- 4月10日、プロデューサーの長戸大幸が、FM滋賀の音楽番組『OLDIES GOODIES』にて、小松のデビューの経緯が公式プロフィールとは異なることや、小松が活動休止中である理由などを明らかにした[注釈 4]。また、番組内でデビューシングル「謎」と15thシングル「愛してる…」のデモテープが公開される[注釈 12]。

2022年
- 5月28日、デビュー25周年を迎える。これを記念して、シングル及びアルバム全曲のサブスク解禁が発表された[19]。

## ディスコグラフィ

### シングル
|      | 発売日         | タイトル                    | 規格    | 規格品番  | オリコン | 初収録アルバム                    |
| ---- | -------------- | --------------------------- | ------- | --------- | -------- | --------------------------------- |
| 1st  | 1997年5月28日  | 謎                          | 8cm CD  | ZADS-1001 | 9位      | 謎                                |
| 2nd  | 1997年9月25日  | 輝ける星                    | 8cm CD  | AODS-1001 | 20位     | 謎                                |
| 3rd  | 1998年1月14日  | 願い事ひとつだけ            | 8cm CD  | AODS-1003 | 8位      | 小松未歩 2nd〜未来〜              |
| 4th  | 1998年3月18日  | anybody's game              | 8cm CD  | AODS-1004 | 9位      | 小松未歩 2nd〜未来〜              |
| 5th  | 1998年8月19日  | チャンス                    | 8cm CD  | AODS-1005 | 3位      | 小松未歩 2nd〜未来〜              |
| 6th  | 1998年10月14日 | 氷の上に立つように          | 8cm CD  | AODS-1006 | 5位      | 小松未歩 2nd〜未来〜              |
| 7th  | 1999年3月3日   | さよならのかけら            | 12cm CD | AOCS-1004 | 17位     | 小松未歩 3rd〜everywhere〜        |
| 8th  | 1999年5月8日   | 最短距離で                  | 8cm CD  | GZDA-1005 | 16位     | 小松未歩 3rd〜everywhere〜        |
| 9th  | 1999年6月30日  | 風がそよぐ場所              | 8cm CD  | GZDA-1008 | 9位      | 小松未歩 3rd〜everywhere〜        |
| 10th | 2000年6月21日  | あなたがいるから            | 12cm CD | GZCA-1038 | 9位      | 小松未歩 4〜A thousand feelings〜 |
| 11th | 2000年10月18日 | 君の瞳には映らない          | 12cm CD | GZCA-1047 | 19位     | 小松未歩 4〜A thousand feelings〜 |
| 12th | 2001年1月31日  | Love gone                   | 12cm CD | GZCA-1060 | 26位     | 小松未歩 4〜A thousand feelings〜 |
| 13th | 2001年5月30日  | とどまることのない愛        | 12cm CD | GZCA-1080 | 22位     | 小松未歩 5〜source〜              |
| 14th | 2001年8月8日   | さいごの砦                  | 12cm CD | GZCA-2006 | 30位     | 小松未歩 5〜source〜              |
| 15th | 2001年12月5日  | 愛してる…                   | 12cm CD | GZCA-2023 | 28位     | 小松未歩 5〜source〜              |
| 16th | 2002年5月29日  | dance                       | 12cm CD | GZCA-2038 | 28位     | 小松未歩 5〜source〜              |
| 17th | 2002年11月27日 | mysterious love             | 12cm CD | GZCA-7003 | 16位     | 小松未歩 6th〜花野〜              |
| 18th | 2003年3月19日  | ふたりの願い                | 12cm CD | GZCA-7012 | 30位     | 小松未歩 6th〜花野〜              |
| 19th | 2003年6月25日  | 私さがし                    | 12cm CD | GZCA-7021 | 30位     | 小松未歩 6th〜花野〜              |
| 20th | 2003年11月26日 | 翼はなくても                | 12cm CD | GZCA-7035 | 30位     | 小松未歩 7〜prime number〜        |
| 21st | 2004年4月28日  | 涙キラリ飛ばせ              | 12cm CD | GZCA-7050 | 31位     | 小松未歩 7〜prime number〜        |
| 22nd | 2004年7月28日  | 砂のしろ                    | 12cm CD | GZCA-4007 | 32位     | 小松未歩 7〜prime number〜        |
| 23rd | 2004年10月20日 | I〜誰か...                  | 12cm CD | GZCA-4023 | 29位     | 小松未歩 7〜prime number〜        |
| 24th | 2005年5月18日  | I just wanna hold you tight | 12cm CD | GZCA-4039 | 36位     | 小松未歩 8〜a piece of cake〜     |
| 25th | 2005年8月17日  | あなた色                    | 12cm CD | GZCA-4048 | 38位     | 小松未歩 8〜a piece of cake〜     |
| 26th | 2005年12月7日  | 恋になれ...                 | 12cm CD | GZCA-4057 | 39位     | 小松未歩 8〜a piece of cake〜     |

### オリジナルアルバム
|     | 発売日         | タイトル                          | 規格 | 規格品番  | オリコン |
| --- | -------------- | --------------------------------- | ---- | --------- | -------- |
| 1st | 1997年12月3日  | 謎                                | CD   | AOCS-1001 | 5位      |
| 2nd | 1998年12月19日 | 小松未歩 2nd〜未来〜              | CD   | AOCS-1003 | 3位      |
| 3rd | 2000年2月16日  | 小松未歩 3rd〜everywhere〜        | CD   | GZCA-1022 | 5位      |
| 4th | 2001年3月7日   | 小松未歩 4〜A thousand feelings〜 | CD   | GZCA-1064 | 9位      |
| 5th | 2002年9月25日  | 小松未歩 5〜source〜              | CD   | GZCA-5020 | 23位     |
| 6th | 2003年9月25日  | 小松未歩 6th〜花野〜              | CD   | GZCA-5034 | 27位     |
| 7th | 2005年1月26日  | 小松未歩 7〜prime number〜        | CD   | GZCA-5062 | 30位     |
| 8th | 2006年4月26日  | 小松未歩 8〜a piece of cake〜     | CD   | GZCA-5078 | 35位     |

### リミックスアルバム
|     | 発売日         | タイトル                                  | 規格 | 規格品番  | オリコン |
| --- | -------------- | ----------------------------------------- | ---- | --------- | -------- |
| 1st | 2002年11月27日 | WONDERFUL WORLD 〜SINGLE REMIXES & MORE〜 | CD   | GZCA-5023 | 20位     |

### コンピレーションアルバム
|     | 発売日         | タイトル | 規格 | 規格品番  | オリコン |
| --- | -------------- | -------- | ---- | --------- | -------- |
| 1st | 2003年11月26日 | lyrics   | CD   | GZCA-5043 | 45位     |

### ベストアルバム
|     | 発売日         | タイトル                    | 規格 | 規格品番      | オリコン |
| --- | -------------- | --------------------------- | ---- | ------------- | -------- |
| 1st | 2006年11月22日 | 小松未歩ベスト〜once more〜 | 2CD  | GZCA-5096〜97 | 21位     |

### オムニバス
| 発売日         | タイトル                                                     | 規格品番                                            | 参加曲                                                                              |
| -------------- | ------------------------------------------------------------ | --------------------------------------------------- | ----------------------------------------------------------------------------------- |
| 2000年11月29日 | THE BEST OF DETECTIVE CONAN 〜名探偵コナン テーマ曲集〜      | ZACL-1055                                           | M-1.謎 M-8.願い事ひとつだけ M-9.氷の上に立つように M-16.あなたがいるから            |
| 2001年3月7日   | COOL CITY PRODUCTION vol.1 *PARTY IN A HOUSE                 | TCR-007                                             | M-6.最短距離で Blue Monday's Love Child Mix                                         |
| 2001年12月19日 | GIZA studio Masterpiece BLEND 2001                           | GZCA-5007〜8                                        | DISC 1：M-12.Love gone DISC 2：M-1.とどまることのない愛                             |
| 2002年12月18日 | GIZA studio Masterpiece BLEND 2002                           | GZCA-5025〜6                                        | DISC 1：M-4.dance DISC 2：M-4.gift                                                  |
| 2003年12月17日 | GIZA studio Masterpiece BLEND 2003                           | GZCA-5044～5                                        | DISC 1：M-4.私さがし DISC 2：M-5.ふたりの願い                                       |
| 2004年10月17日 | It's TV SHOW!! TBSテレビ&フジテレビ 主題歌＆テーマ曲BEST     | JBCJ-9009〜10                                       | DISC 2：M-7.チャンス                                                                |
| 2005年11月     | COUNTDOWN BEING（通販CD）                                    | JDCV-1001〜4                                        | DISC 3：M-13.輝ける星 DISC 4：M-7.謎                                                |
| 2005年11月23日 | DEEN The Best キセキ【初回限定盤】                           | BVCR-18056～7                                       | Premium Disc： M-4.君さえいれば M-7.手ごたえのない愛 M-8.遠い空で                   |
| 2006年3月1日   | For you…〜花・卒業ソング〜（配信限定アルバム）               | iTunes Store                                        | M-5.愛してる…                                                                       |
| 2006年6月      | FUN Greatest Hits of 90's（通販CD）                          | DRF-11101〜5                                        | DISC 2：M-11.謎                                                                     |
| 2006年12月13日 | THE BEST OF DETECTIVE CONAN 〜The Movie Themes Collection〜  | JBCJ-9021                                           | M-7.あなたがいるから                                                                |
| 2007年3月14日  | メルヘヴン THEME SONG BEST                                   | GZCA-5098                                           | M-2.I just wanna hold you tight                                                     |
| 2008年12月24日 | GIZA studio 10th Anniversary Masterpiece BLEND 〜LOVE Side〜 | GZCA-5149                                           | M-4.あなたがいるから                                                                |
| 2009年12月     | BEST HIT BEING（通販CD）                                     | JDCV-1005〜8                                        | DISC 1：M-13.願い事ひとつだけ DISC 2：M-1.謎 DISC 4：M-11.チャンス                  |
| 2011年10月12日 | GIZA studio presents -Girls-                                 | GZCA-5233〜4                                        | DISC 1：M-14.謎 M-15.願い事ひとつだけ M-16.チャンス                                 |
| 2017年3月22日  | 劇場版 名探偵コナン 主題歌集 〜“20”All Songs〜               | 【初回限定盤】 JBCZ-9045～6 【通常盤】 JBCZ-9047～8 | DISC 1：M-4.あなたがいるから                                                        |
| 2018年2月28日  | DEEN The Best FOREVER 〜Complete Singles +〜【初回限定盤】   | ESCL-4988～92                                       | PREMIUM DISC： M-5.君がいない夏 M-7.君さえいれば M-9.手ごたえのない愛 M-10.遠い空で |
| 2020年4月8日   | キミが好きだと叫びたい 〜Love & Yell〜                       | JBCZ-9105                                           | M-19.チャンス                                                                       |

### 参加作品
| 発売日        | タイトル                                       | 規格品番  | 参加曲                                  |
| ------------- | ---------------------------------------------- | --------- | --------------------------------------- |
| 2002年7月17日 | GIZA studio MAI-K & FRIENDS HOTROD BEACH PARTY | GZCA-5017 | M-5.SURFIN' U.S.A (guest vocals)        |
| 2005年7月27日 | 岩田さゆり「不機嫌になる私」                   | GZCA-4046 | M-1.不機嫌になる私 (Background Vocals)  |
| 2005年12月7日 | 岩田さゆり『Thank You For…』                   | GZCA-5076 | M-10.不機嫌になる私 (Background Vocals) |

## タイアップ一覧
在京広域テレビ局（NHK、テレビ朝日、日本テレビ、TBSテレビ、フジテレビ、テレビ東京）の全ての局で、タイアップがついている。
| 楽曲                        | タイアップ                                                                                         | 備考                                                            |
| --------------------------- | -------------------------------------------------------------------------------------------------- | --------------------------------------------------------------- |
| 謎                          | 読売テレビ制作・日本テレビ系列テレビアニメ『名探偵コナン』オープニングテーマ                       | 第53話（1997年4月7日） - 第96話（1998年3月23日）（計44話）      |
| 言葉にできない              | 名古屋テレビ放送『吉本御前様パーティー』エンディングテーマ                                         |                                                                 |
| 輝ける星                    | テレビ朝日系列テレビアニメ『忍ペンまん丸』エンディングテーマ                                       | 第1回（1997年7月5日） - 最終回（1998年3月28日）（計30回・60話） |
| Dream'in Love               | 毎日放送（テレビ・ラジオ）『全国高校ラグビー選手権大会』1997年度大会公式テーマソング               |                                                                 |
| Dream'in Love               | 毎日放送『MBSスポーツドーム』テーマソング                                                          |                                                                 |
| alive                       | アステル関西CFイメージソング                                                                       |                                                                 |
| 願い事ひとつだけ            | 読売テレビ制作・日本テレビ系列テレビアニメ『名探偵コナン』エンディングテーマ                       | 第84話（1997年12月8日） - 第108話（1998年7月6日）（計25話）     |
| 銀河                        | ABCテレビ夕方ワイド番組『ワイドABCDE〜す』エンディングテーマ                                       | 使用期間 1998年1月                                              |
| anybody's game              | フジテレビ系列情報番組『えすえふ』エンディングテーマ（2代目）                                      |                                                                 |
| anybody's game              | NHK総合水曜ドラマシリーズ『おじさん改造講座』主題歌                                                | 放送期間 1998年4月1日 - 1998年4月29日（全5回）                  |
| anybody's game              | KBS京都制作・UHF34局ネット音楽番組『J-ROCK ARTIST BEST50』オープニングテーマ                       |                                                                 |
| 1万メートルの景色           | 読売テレビ制作・日本テレビ系列『鳥人間コンテスト選手権大会』1998年度テーマソング                   | 放送日 1998年9月5日                                             |
| 1万メートルの景色           | 静岡朝日テレビスポーツ情報番組『スポーツパラダイス』エンディングテーマ                             | 使用期間 1998年4月                                              |
| 1万メートルの景色           | いわき明星大学ラジオCMソング                                                                       |                                                                 |
| チャンス                    | フジテレビ系列朝の情報番組『めざましテレビ』テーマソング                                           | 使用期間 1998年3月30日 - 1999年3月31日                          |
| 氷の上に立つように          | 読売テレビ制作・日本テレビ系列テレビアニメ『名探偵コナン』エンディングテーマ                       | 第109話（1998年7月13日） - 第131話（1999年1月18日）（計23話）   |
| 未来                        | 九州電力企業イメージアップキャンペーンCMソング                                                     |                                                                 |
| 手ごたえのない愛            | PlayStation用デジタルノベル『Lの季節 〜A piece of memories〜』（トンキンハウス）オープニングテーマ | 当初はノンタイアップだったが、アルバム発売後に起用              |
| さよならのかけら            | テレビ朝日系列情報バラエティ番組『PAKU2グルメんぼ』エンディングテーマ                              | 使用期間 1999年1月 - 1999年3月                                  |
| 最短距離で                  | TBS系列情報バラエティ番組『ランク王国』オープニングテーマ                                          | 使用期間 1999年4月3日 - 1999年5月                               |
| 風がそよぐ場所              | CBC制作・TBS系列テレビアニメ『モンスターファーム 〜円盤石の秘密〜』オープニングテーマ              | 第1話（1999年4月3日） - 第28話（1999年10月30日）（計28話）      |
| 風がそよぐ場所              | CBC制作・TBS系列テレビアニメ『モンスターファーム 〜円盤石の秘密〜』エンディングテーマ              | 最終話（第48話）（2000年3月25日）                               |
| BEAUTIFUL LIFE              | テレビ朝日系列朝の情報番組『やじうまワイド』テーマソング                                           | 使用期間 2000年1月3日 - 2000年7月1日                            |
| あなたがいるから            | 劇場版アニメ『名探偵コナン 瞳の中の暗殺者』主題歌                                                  | 公開日 2000年4月22日                                            |
| 君の瞳には映らない          | テレビ大阪制作音楽番組『アメロク』エンディングテーマ                                               |                                                                 |
| あなたを愛してくこと        | UHF14局ネット厚生年金事業振興団『風に乗って素敵に』テーマソング                                    |                                                                 |
| Love gone                   | TBS系列『ココロTV』エンディングテーマ                                                              |                                                                 |
| Love gone                   | 日音制作音楽番組『P.S. 〜Pop Shake〜』オープニングテーマ                                           | 使用期間 2001年2月                                              |
| Hold me tight               | PlayStation 2用ビジュアルノベル『Missing Blue』（トンキンハウス）オープニングテーマ                | 発売日 2001年7月26日                                            |
| I don't know the truth      | PlayStation 2用ビジュアルノベル『Missing Blue』（トンキンハウス）エンディングテーマ                | 発売日 2001年7月26日                                            |
| （インスト曲）※曲名なし     | テレビ朝日系列朝の情報番組『スーパーモーニング』テーマソング                                       | 使用期間 2001年10月1日 - 2002年3月29日                          |
| dance                       | 日本テレビ系列『C/Wラブ（カップリングラブ）』エンディングテーマ                                    | 使用期間 2002年5月 - 2002年6月                                  |
| mysterious love             | 日本テレビ系列番宣バラエティ番組『TVおじゃマンボウ』エンディングテーマ                             | 使用期間 2002年10月 - 2002年12月                                |
| ふたりの願い                | 日本テレビ系列音楽番組『AX MUSIC-TV』AX POWER PLAY #026                                            |                                                                 |
| I〜誰か...                  | 日本テレビ系列音楽バラエティ番組『音楽戦士 MUSIC FIGHTER』POWER PLAY                               | 使用期間 2004年10月                                             |
| I just wanna hold you tight | テレビ東京系列テレビアニメ『メルヘヴン』エンディングテーマ                                         | 第1話（2005年4月3日） - 第13話（2005年6月26日）（計13話）       |
| あなた色                    | 日本テレビ映画番組『映画天国 チネ★パラ』グランドオープニングテーマ                                 | 使用期間 2005年8月9日 -                                         |
| 恋になれ...                 | TBS系列バラエティ番組『所萬遊記』エンディングテーマ                                                | 使用期間 2005年12月9日 - 2006年1月                              |

## 楽曲提供作品・セルフカバー
a …アルバム曲 / s …シングル曲
| アーティスト | 発売日         | * | 提供曲                                    | セルフカバー収録                                                           | 備考 |
| --- | -------------- | - | ----------------------------------------- | -------------------------------------------------------------------------- | --- |
| FIELD OF VIEW | 1997年4月23日  | s | この街で君と暮らしたい                    | 1stアルバム『謎』                                                          | この曲で音楽家デビューする テレビ朝日系列『超次元タイムボンバー』エンディングテーマ （1997年4月 - 1997年6月）                                                     |
| FIELD OF VIEW | 1997年10月8日  | a | 大空へ                                    | 6thアルバム『小松未歩 6th〜花野〜』                                        | 読売テレビ制作・日本テレビ系列『鳥人間コンテスト選手権大会』1997年度テーマソング                                                                                  |
| FIELD OF VIEW | 1998年5月20日  | s | 渇いた叫び                                | 6thアルバム『小松未歩 6th〜花野〜』                                        | テレビ朝日系列（東映アニメーション制作版）『遊☆戯☆王』オープニングテーマ 全27話（1998年4月4日 - 1998年10月10日）                                                  |
| 辻尾有紗 | 1997年6月18日  | s | 青い空に出逢えた                          | 1stアルバム『謎』                                                          | フジテレビ系列『中華一番!』エンディングテーマ 第1話（1997年4月27日） - 第20話（1997年11月2日）                                                                    |
| DEEN | 1997年8月27日  | s | 君がいない夏                              | 1stアルバム『謎』                                                          | 読売テレビ制作・日本テレビ系列『名探偵コナン』エンディングテーマ 第71話（1997年8月11日） - 第83話（1997年12月1日）                                                |
| DEEN | 1998年2月18日  | s | 遠い空で                                  | 20thシングル「翼はなくても」                                               | 吉江一男と共同作曲 日本テレコム「スーパーLCR」CMソング |
| DEEN | 1998年5月27日  | s | 君さえいれば                              | 6thアルバム『小松未歩 6th〜花野〜』                                        | フジテレビ系列『中華一番!』オープニングテーマ 第37話（1998年5月3日） - 第52話（1998年9月13日） 中日ドラゴンズの外野手平田良介の登場曲として使用された。（2015年） |
| DEEN | 1998年11月18日 | s | 手ごたえのない愛                          | 2ndアルバム『小松未歩 2nd〜未来〜』 バラードセレクションアルバム『lyrics』 | TBS系列『筋肉番付』エンディングテーマ |
| DEENに提供した全4曲は、DEENのコンプリート・ベスト・アルバム『DEEN The Best FOREVER 〜Complete Singles +〜』初回限定盤 PREMIUM DISC にも小松によるセルフカバーが収録されている。 また、「遠い空で」、「君さえいれば」、「手ごたえのない愛」の3曲は、DEENのセルフカバーアルバム『DEEN The Best キセキ』初回限定盤 Premium Disc にも小松によるセルフカバーが収録されている。 |                |   |                                           |                                                                            | |
| WANDS（第3期） | 1997年9月3日   | s | 錆びついたマシンガンで今を撃ち抜こう      | 1stアルバム『謎』                                                          | フジテレビ系列『ドラゴンボールGT』エンディングテーマ 第51話（1997年7月2日）- 第64話（1997年11月19日）                                                             |
| 愛内里菜 | 2001年1月24日  | a | Her Lament 〜誰にも聞こえない彼女の叫び〜 |                                                                            | 作詞:愛内里菜 |
| 愛内里菜 | 2006年3月29日  | s | PRECIOUS PLACE                            |                                                                            | 作詞:愛内里菜 バンプレストPlayStation 2用アクションゲーム『Another Century's Episode 2』エンディングテーマ                                                        |
| 三枝夕夏 IN db | 2004年11月7日  | a | 私を許さないで                            |                                                                            | 作詞：三枝夕夏 |
| 北原愛子 | 2005年5月11日  | a | Message                                   |                                                                            | 作詞:北原愛子 日本テレビ系列『世界!超マネー研究所』エンディングテーマ                                                                                             |
| 岩田さゆり | 2005年7月27日  | s | 不機嫌になる私                            | 8thアルバム『小松未歩 8〜a piece of cake〜』                               | テレビ東京系列『メルヘヴン』エンディングテーマ 第14話（2005年7月3日） - 第26話（2005年9月25日）                                                                   |
| 岩田さゆり | 2005年12月7日  | a | ひとりじゃない                            |                                                                            | 作詞作曲共に小松による楽曲提供で、セルフカバー収録されていないのは、現在のところ本作品のみである。                                                                |

## 著書
| 発売日         | タイトル                                        | 出版社                 | ISBN-10            | 備考 |
| -------------- | ----------------------------------------------- | ---------------------- | ------------------ | --- |
| 2003年11月26日 | ヘンな物さし。 Miho Komatsu Essay & Photograph  | ジェイロックマガジン社 | ISBN 4-916019-39-3 | J-groove magazineの連載エッセイ『小松未歩のヘンな物さし。』の単行本。（2001年7月号～2003年12月号掲載分のエッセイ30話に、新たなエッセイ4話、散文詩、小松をモデルにした写真を加えた構成） 通販先着予約特典ポストカード付        |
| 2006年11月22日 | ヘンな物さし2。 Miho Komatsu Essay & Photograph | ジェイロックマガジン社 | ISBN 4-916019-48-2 | J-groove magazineの連載エッセイ『小松未歩のヘンな物さし。』の単行本。（2004年1月号～2006年5月号掲載分のエッセイ29話に、新たなエッセイ4話、散文詩、小松をモデルにした写真を加えた構成） 通販先着予約特典2007年卓上カレンダー付 |

## 他アーティストによるカバー
他の楽曲とのメドレーとなっているものやインストゥルメンタル、コンサートでの歌唱や動画共有サービスへの投稿のみのものは割愛。
| アーティスト                                        | タイトル                                  | 原曲収録先・備考 |
| --------------------------------------------------- | ----------------------------------------- | --- |
| ステファニー・ナドルニー（英語: Stephanie Nadolny） | Mystery（英語）                           | 1stシングル「謎」 |
| JEWELRY                                             | 謎 -PUZZLE- [Korean TV Version]（韓国語） | 1stシングル「謎」 |
| 愛内里菜&三枝夕夏                                   | 謎 -rearrange version-                    | 1stシングル「謎」 |
| 愛内里菜&三枝夕夏                                   | 願い事ひとつだけ -rearrange version-      | 3rdシングル「願い事ひとつだけ」 |
| 下川みくに                                          | 願い事ひとつだけ                          | 3rdシングル「願い事ひとつだけ」 |
| 水瀬伊織（釘宮理恵）                                | はるのきおく                              | 8thアルバム『小松未歩 8〜a piece of cake〜』                                                                                           |
| La PomPon                                           | 謎                                        | 1stシングル「謎」 読売テレビ制作・日本テレビ系列『名探偵コナン』オープニングテーマ 第790話（2015年9月5日） - 第803話（2015年12月12日） |
| La PomPon                                           | 謎 -love remix-                           | 1stシングル「謎」 読売テレビ制作・日本テレビ系列『名探偵コナン』オープニングテーマ 第790話（2015年9月5日） - 第803話（2015年12月12日） |